# 保卡爾德爾薩拉薩拉省
保卡爾德爾薩拉薩拉省（西班牙語：Provincia de Páucar del Sara Sara），是秘魯的省份，位於該國中南部阿亞庫喬大區，首府是保薩，始建於1985年1月2日，海拔高度2,518米，面積2,097平方公里，2007年人口10,610，人口密度每平方公里5.06人。
15°16′47″S 73°20′45″W / 15.27972°S 73.34583°W